# Batiovo
Batiovo (en ukrainien : Батьово ; en russe : Батёво, Batiovo ; en slovaque : Baťu, Baťovo ; en hongrois : Bátyú) est une commune urbaine de l'oblast de Transcarpatie, en Ukraine. Sa population s'élevait à 2914 habitants en 2022.

## Géographie
Batiovo se trouve à 29 km au sud d'Oujhorod. 

## Histoire
La première mention écrite de la localité remonte à 1270. En 1910, Bátyú, faisait partie du comitat de Bereg du royaume de Hongrie comptait 1 490 habitants, principalement des Hongrois. Après la Première Guerre mondiale, elle fut rattachée à la Tchécoslovaquie avec la Ruthénie subcarpatique, par le Traité de Trianon. Annexée par l'URSS après la Seconde Guerre mondiale, elle reçut le nom d'Ouzlovoïe (Узловоє). Depuis 1971, elle a le statut de commune urbaine. La population de Batiovo a connu une diminution rapide depuis la dislocation de l'Union soviétique, passant de 4 500 habitants en 1992 à 3 023 en 2004.

## Population
Recensements (*) ou estimations de la population :
| 1910  | 1979* | 1989* | 2001* | 2009  | 2010  |
| ----- | ----- | ----- | ----- | ----- | ----- |
| 1 490 | 2 105 | 2 915 | 3 029 | 3 035 | 3 037 |

| 2011  | 2012  | 2013  | 2014  | 2015  | 2016  |
| ----- | ----- | ----- | ----- | ----- | ----- |
| 3 046 | 3 031 | 3 061 | 3 080 | 3 073 | 3 048 |

## Transports
Batiovo se trouve à 41 km d'Oujhorod par le chemin de fer et à 55 km par la route.